# Christopher Marlowe
Christopher Marlowe, soprannominato Kit (Canterbury, battezzato il 26 febbraio 1564 – Londra, 30 maggio 1593), è stato un drammaturgo, poeta e traduttore britannico.
Marlowe adottò il blank verse, che fu introdotto intorno al 1540 da Henry Howard, conte di Surrey, nella sua traduzione del secondo e quarto libro dell'Eneide.
Fu personaggio controverso e dissoluto, sul quale pesavano feroci accuse di militanza nei servizi segreti britannici, libertinaggio ed omosessualità: morì ventinovenne nel corso di una rissa. Nei suoi drammi si rispecchia il risultato di una vita così estrema: i suoi personaggi risentono di una brama insana di potere (come nel Tamerlano il Grande I e II), di una sfrenata sensualità (Edoardo II), di una smodata avidità (L'ebreo di Malta), di una sete infinita di conoscenza (Faustus). Come sottolinea Mario Praz, Marlowe fu "iperbolico nello spingere all'estremo la passione dominante di un personaggio".

## Biografia
La data di nascita di Marlowe non è pervenuta tramite nessuna testimonianza scritta. Di certo il suo battesimo avvenne il 26 febbraio 1564 nella chiesa di St. George the Martyr a Canterbury, a poche miglia dal villaggio natio di Ospringe. Poiché l'usanza di battezzare i bimbi a pochi giorni dalla nascita era consueta nell'Inghilterra del XVI secolo, la reale data si aggira nei giorni precedenti il 26 febbraio.
Figlio di un calzolaio di Canterbury chiamato John Marlowe e di Katherine Arthur, fu il secondo di nove figli: morta la sorella maggiore Mary nel 1568 a 4 anni, divenne il primogenito.
Dopo aver frequentato la King's School di Canterbury vinse una borsa di studio per iscriversi nel 1580 al Corpus Christi College dell'Università di Cambridge. Probabilmente qui fu notato dalla regina, che lo arruolò nella rete di spionaggio messa in piedi dal Segretario di Stato Francis Walsingham: sotto il regno di Elisabetta I, infatti, i cattolici tramarono ripetutamente contro la regina protestante sotto la guida della cattolica Maria Stuart, regina di Scozia e dei suoi seguaci spagnoli e francesi.
Sotto la protezione di persone influenti e probabilmente alle dirette dipendenze del Privy Council, si pensò di inviarlo a Reims per sabotare i piani gesuiti di riconquista dell'Inghilterra. Messa a rischio per questa ragione il conseguimento della laurea, a Cambridge arrivò una lettera del Consiglio:
Lettera al rettore firmata da:

L’Arcivescovo di Canterbury, John Whitgift.

Il Lord Tesoriere, Lord Burghley.

Il Cancelliere, Sir Christopher Hatton.

Il Lord Ciambellano, Henry Carey, 1st Lord Hunsdon.

Il Sovrintendente Reale, Sir. William Knollys.»
(Da una lettera al rettore di Cambridge)
Dopo la laurea nel 1587, ventitreenne si trasferì a Londra  e, presumibilmente continuando a lavorare per i servizi segreti, iniziò l'attività di drammaturgo. In questo periodo divise una stanza con Thomas Kyd. Il suo primo lavoro fu la Dido, Queen of Carthage (Didone, regina di Cartagine), presumibilmente scritta con l'aiuto di Thomas Nashe e rappresentata per la prima volta tra il 1587 e il 1593. La prima messa in scena di una sua opera fu il Tamerlano (Tamburlaine the Great), il cui grande successo rese necessaria la stesura di una seconda parte. Seguirono L'ebreo di Malta (The Jew of Malta), Edoardo II (Edward II), Il massacro di Parigi (The Massacre at Paris), The Tragical History of Doctor Faustus (La tragica storia del Dottor Faust). In tutto ci sono giunte sette opere teatrali, più alcuni altri lavori, tra cui il più celebre è il poemetto epico Hero and Leander (Ero e Leandro).
Lo studio dei classici greci e latini gli permise di tradurre nel 1582 circa il primo libro del Pharsalia di Lucano e gli Amores di Ovidio.
Il 20 maggio 1593 fu arrestato con l'accusa di ateismo ma liberato il giorno stesso senza aver subito torture.
Spregiudicato, coinvolto in risse, morì in una di esse ma le cause non furono mai chiarite. Il 30 maggio 1593 fu pugnalato in un occhio nell'abitazione di Eleanor Bull, a Deptford. Fino al 1925 si credette che l'omicidio fosse avvenuto in una locanda, credenza smantellata dal ritrovamento, ad opera di John Leslie Hotson, del rapporto del coroner che si era occupato del caso. Nella casa della Bull Marlowe si intrattenne con tre individui, Ingram Frizer (usuraio e agente di Walsingham, capo dei servizi segreti), Robert Poley (corriere segreto della Regina di ritorno dai Paesi Bassi) e Nicholas Skeres (ricettatore e agente segreto): in seguito ad un probabile alterco, Marlowe pugnalò Frizer alla nuca ricevendo a sua volta una coltellata in un occhio.
La figura di Marlowe è controversa: Thomas Kyd rilasciò una dichiarazione nella quale non ne tesseva certo gli elogi. Sia come sia, fu magnifico cantore delle passioni umane. La dissolutezza e l'aura di mistero che lo circondava lo resero un mito per i romantici che ravvisavano in lui il prototipo dell'artista maledetto, genio e sregolatezza.
Lo studioso Ifor Evans considera Christopher Marlowe, unitamente a Kyd, iniziatore della prima tragedia elisabettiana e riferisce che l'episodio riguardante la sua morte «così come fu riferito alla Corte del Coroner, non è molto attendibile e molti biografi del Marlowe ritengono che il poeta sia stato vittima di un assassinio politico».

## Opere
Opere teatrali
- Dido, Queen of Carthage (Didone, regina di Cartagine, 1586 circa) (scritta a quattro mani con Thomas Nashe)
- Tamburlaine, part 1 (Tamerlano il Grande, parte prima, 1587 circa)
- Tamburlaine part 2 (Tamerlano il Grande, parte seconda, 1587-1588 circa)
- The Jew of Malta (L'ebreo di Malta, 1589 circa)
- Doctor Faustus (La tragica storia del Dottor Faust, 1590 circa)
- Edward II (Edoardo II, 1592 circa)
- The Massacre at Paris (Il massacro di Parigi, 1593 circa)

Altre
- Hero and Leander (Ero e Leandro)
- Traduzione del primo libro della Pharsalia di Lucano (1592 circa)
- Traduzione del primo libro degli Amores di Ovidio (1592 circa)

## Marlowe nel cinema
Cristopher Marlowe è stato interpretato dall'attore Rupert Everett nel film del 1998 Shakespeare in Love. Qui, tra le altre cose, si parla dell'ispirazione che Marlowe potrebbe aver dato a William Shakespeare per il suo Romeo e Giulietta.
La figura di Christopher Marlowe compare nel film Anonymous del 2011, interpretato dall'attore Trystan Gravelle e anche in questo film si fa riferimento all'animo turbolento del drammaturgo e alle circostanze poco chiare della sua morte.
Nel film di Jim Jarmusch Solo gli amanti sopravvivono, Marlowe (interpretato da John Hurt) è un anziano e distinto vampiro, amico dei protagonisti Adam ed Eve, che vive a Tangeri e continua a scrivere poemi e poesie.
Edoardo II è un film del 1991 di Derek Jarman, tratto dall'omonima tragedia di Christopher Marlowe.
Nella serie televisiva Will del 2017, l'attore Jamie Campbell Bower interpreta un giovanissimo Marlowe.
Nel 2021 compare tra i personaggi della seconda stagione della serie televisiva A Discovery of Witches interpretato dall'attore Tom Hughes.